# محطة قطار حاسي ماماش
محطة حاسي ماماش هي محطة قطار جزائرية تقع في إقليم بلدية حاسي مماش، ولاية مستغانم .

## الموقع في السكة الحديدية
تقع المحطة على خط المحمدية – مستغانم [الفرنسية]، حيث تسبقها محطة عين نويصي وتتبعها محطة مزغران .

## تاريخ
خلال الاستعمار ، كانت المحطة تسمى محطة ريفولي .
تقع المحطة على ارتفاع 136,780 m ، وقد تم تشغيلها في عام 1908 أثناء افتتاح القسم من لا ماكتا (في مرسى الحجاج الحالي) إلى مستغانم من الخط القديم من لا ماكتا إلى ترومليت حيث كانت تقع عند النقطة الكيلومترية (PK) 21,600.

## خدمة الركاب

### خدمات
تخدم محطة حاسي ماماش القطارات الإقليمية على خط المحمدية - مستغانم .